# Basra Sports City
Basra Sports City este un complex sportiv major din orașul Basra, în sudul Irakului. Construcția a început pe 15 iulie 2009, iar deschiderea a avut loc 12 octombrie 2013.
Orașul a fost finanțat de către guvernul din Irak, cu un buget de cheltuieli de 550 milioane dolari de dolari. Complexul conține stadionul principal cu o capacitate de 60.000 de locuri, un stadion secundar cu o capacitate de 20.000 locuri, patru top hoteluri de cinci stele și alte facilități legate de sport.
Proiectul va găzdui 2013 Golful Cupa Națiunilor, care va avea loc în Irak.
Contractul de construire a orașului a fost câștigat de către Abdullah Al-Jaburi un antreprenor majore de construcții, irakiene și alte două companii americane 360 arhitectură și Newport Global. Proiectul este de așteptat să fie una dintre cele mai mari orașe de sport în Orientul Mijlociu.

## Galerie

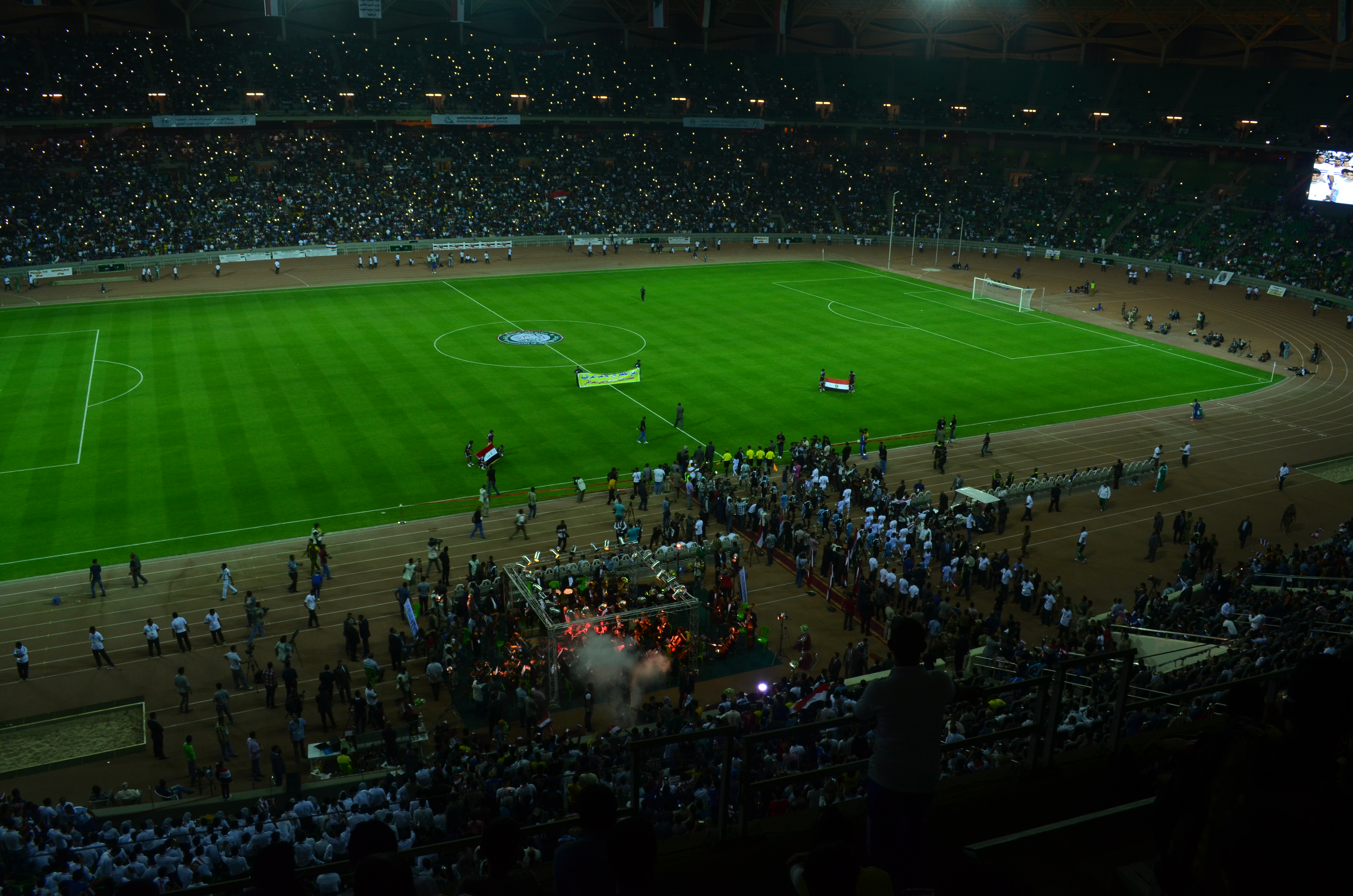
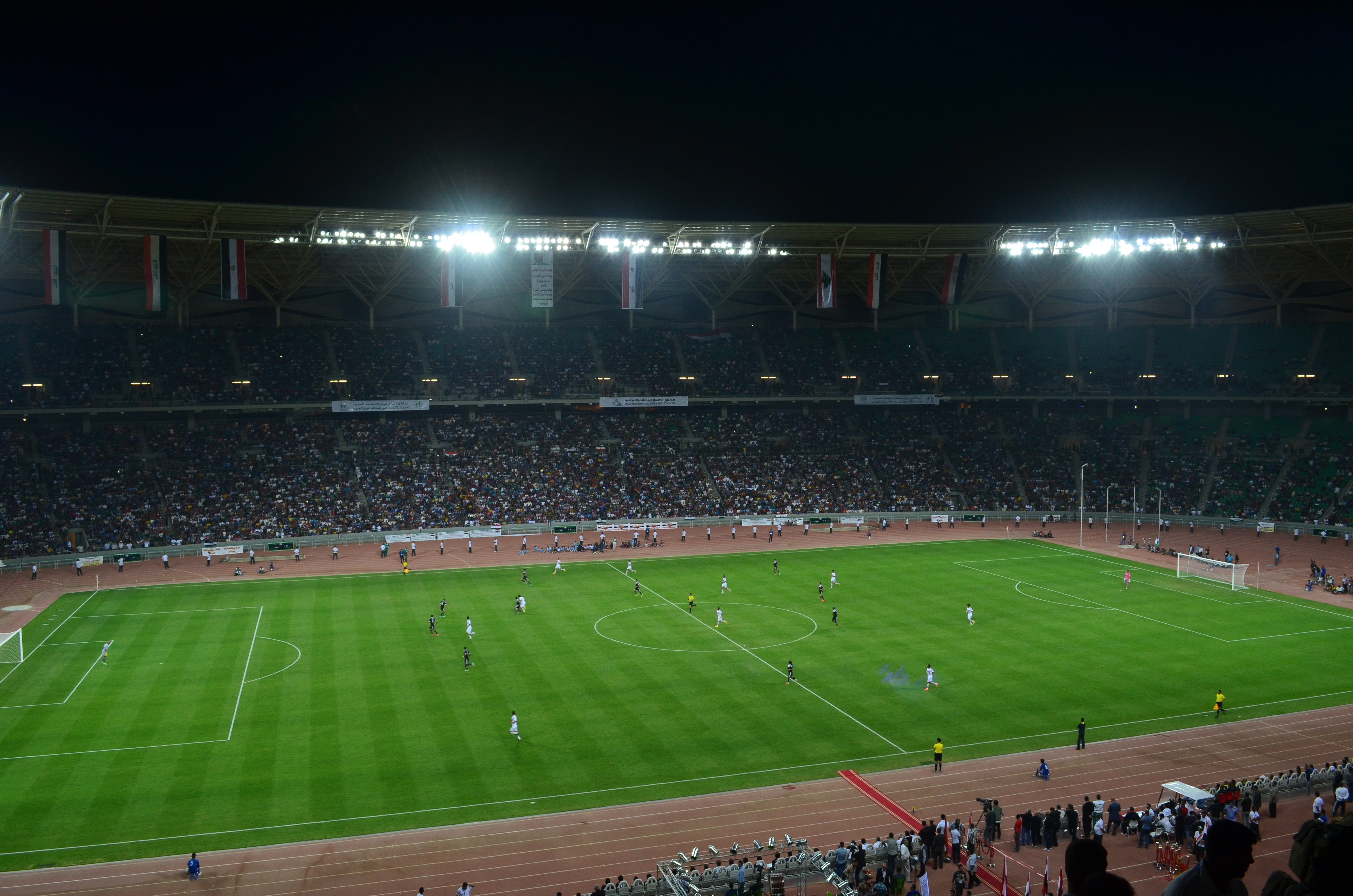